# Eliphas Lévi

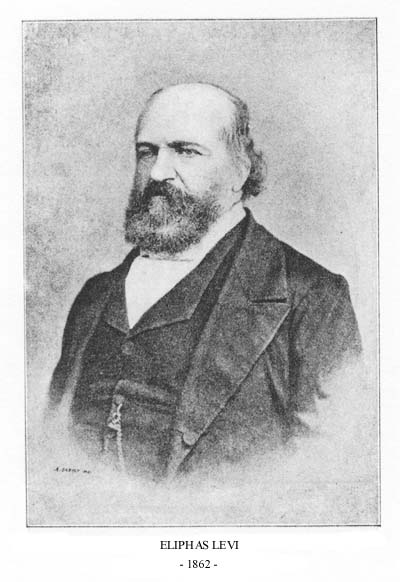
Eliphas Lévi în anul 1862

Eliphas Lévi, pe numele său real Alphonse Louis Constant (n. 8 februarie 1810; d. 31 mai 1875) a fost un autor de literatură ocultă și paranormală de origine franceză. 
"Eliphas Lévi," este numele sub care își publică cărțile, iar numele său este traducerea sau transliterarea lui "Alphonse Louis" în limba ebraică. 

## Biografie
Lévi a fost fiul unui cizmar din Paris; urmând cursurile Seminarului Romano-Catolic. Părăsește în scurt timp seminarul, având în vedere că se îndrăgostise și renunță la chemarea preoției. Este autorul mai multor lucrări religioase minore: Des Moeurs et des Doctrines du Rationalisme en France ("Morala, Obiceiurile morale și Doctrinele Raționalismului în Franța" - 1839), La Mère de Dieu ("Maica Domnului" - 1844), urmate de două lucrări radicale publicate după părăsirea seminarului, L'Evangile du Peuple ("Evanghelia Oamenilor" - 1840), Le Testament de la Liberté ("Testamentul Libertății"), publicată în timpul Revoluției de la 1848, urmate de două scurte sentințe de detenție.
În 1851 a publicat la editura lui Migne lucrarea teologică creștină "Dicționar al literaturii creștine".

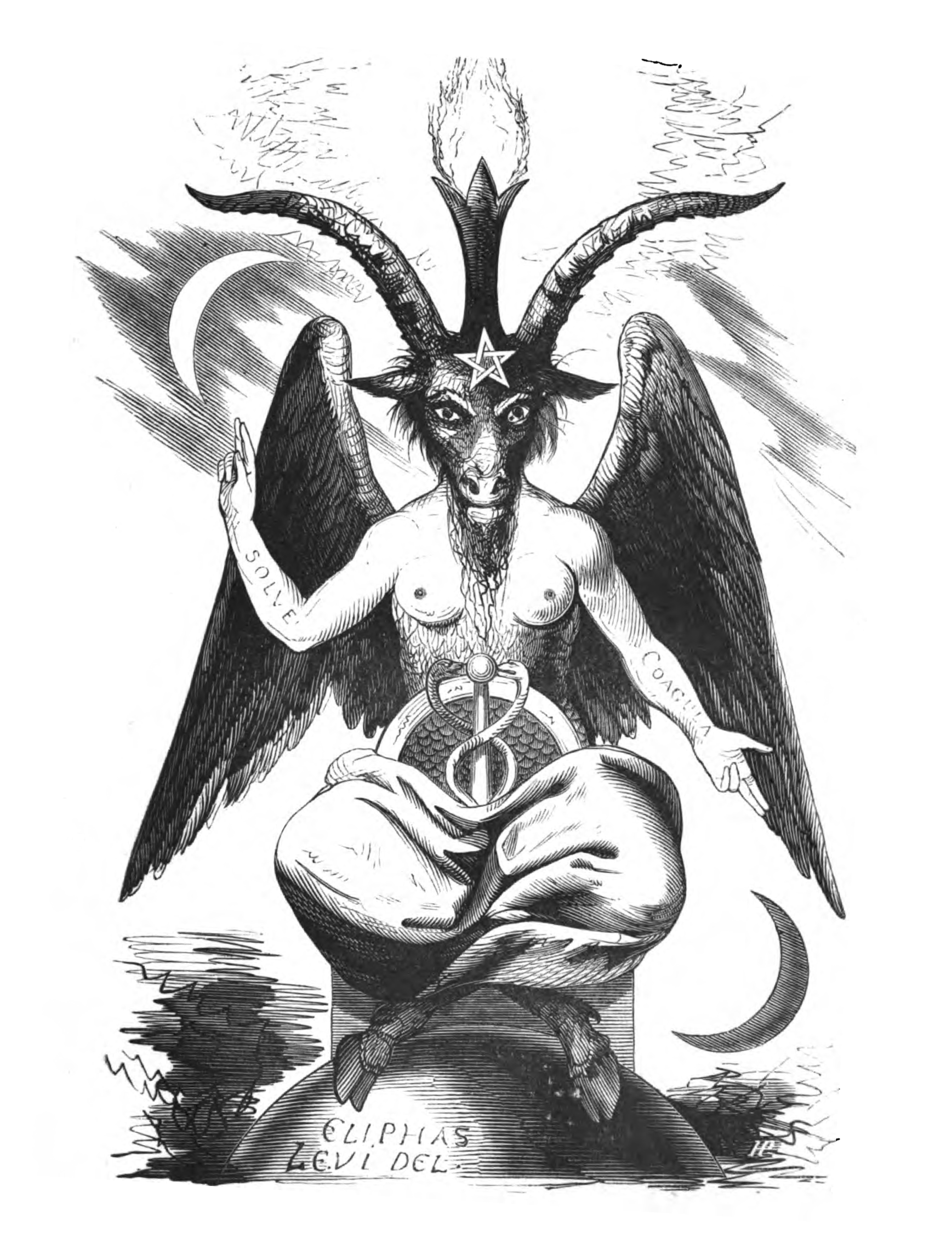
Baphomet, în Dogme et Rituel de la Haute Magie (1855)

În anul 1854, Lévi vizitează Anglia, unde îl întâlnește pe Edward Bulwer-Lytton, care era implicat în Mișcarea Rozacruciană, fiind președintele unui Ordin Rozacrucianist. Împreună cu Bulwer-Lytton, Lévi concepe o serie de scrieri care tratează magia. Astfel, în anul 1855, publică o lucrare intitulată Dogme et Rituel de la Haute Magie, care a fost tradusă în limba engleză de către Arthur Edward Waite sub titlul de Transcendental Magic, its Doctrine and Ritual (Magia Transcedentală - Doctrină și Ritual). Aceasta este opera sa faimoasă care a reprezentat deschiderea către Ocultism și a favorizat atmosfera acesteia:
În spatele voalului tuturor alegoriilor heraldice și mistice ale doctrinelor antice, în spatele întunericului și al încercărilor ciudate ale tuturor inițierilor, sub auspicile scrierilor sacre, la ruinele Nineveh sau Thebes, la pietrele prăvălite ale vechilor temple și la fațadele înnegrite ale Asiriei sau ale Sfinxului egiptean, la monstruoasele sau minunatele picturi asupra credințelor indiene din scrierile vedice, la emblemele criptice ale vechilor cărți de alchimie, în ceremoniile practicate la acceptarea în toate societățile secrete, sunt găsite indicații ale unei doctrine care sunt de fiecare dată bine ascunse. (Introducere)
În anul 1861, a publicat o lucrare care o continua pe cea anterioară: La Clef des Grands Mystères (Cheia Marilor Mistere). Alte lucrări de magie publicate de Lévi sunt: Fables et Symboles (Fabule și Simboluri) - 1862, și La Science des Esprits (Știința Spiritelor) - 1865. În anul 1868, a scris Le Grand Arcane, ou l'Occultisme Dévoilé (Marele Secret sau Ocultismul Dezvăluit); publicată postum în 1898.
Cărțile lui Lévi asupra magiei s-au bucurat de un real succes, în special după moartea sa. Spiritismul a devenit popular în ambele părți ale Atlanticului în anii 1850, contribuind la succesul cărților sale. Învățăturile magice erau libere de toate formele de fanatism, chiar dacă rămâneau oarecum întunecate; el nu avea nimic de vândut și nu a pretins că este inițiat al vreunei societăți secrete, cu toate că fusese membru în Marele Orient al Franței. El a încorporat cărțile de Tarot în sistemul său de magie și Tarotul rezultat a fost o parte importantă a modului de activitate a magicienilor vestici. A avut un puternic impact asupra magiei Ordinului Hermetic al Zorilor Aurii și ulterior asupra lui Aleister Crowley. Lévi este recunoscut ca fiind unul dintre fondatorii cheie ai renașterii magiei din Secolul 20.

## Teoria sa asupra magiei
Levi identifică trei principii fundamentale ale magiei:
1. Universul materiei este numai o mică părticică din realitatea totală, care include multe alte planuri și moduri de conștientizare. Cunoașterea totală și puterea totală în univers este posibilă doar prin cunoașterea și acestor aspecte ale realității. Unul dintre cele mai importante niveluri sau aspecte ale realității este "lumina astrală", un lichid cosmic care umple toate formele fizice.
2. Voința umană este puterea reală, capabilă de a realiza absolut orice, de la ceva pământesc până la ceva miraculos.
3. Ființele umane sunt microcosmosul, un univers macrocosmic în miniatură, iar cele două sunt într-o legătură fundamentală.

## Teoria sa asupra ocultismului
Eliphas Levi a definit ocultismul ca o filosofie care combină trei științe: Cabala sau "matematica gândirii umane", magia, "cunoașterea legilor secrete și speciale ale naturii care produc forțele ascunse", și ermetismul, "știință a naturii ascunse în hieroglifele și simbolurile lumii vechi"
1. Ocultismul este frumos, este nemuritor, el reprezintă natura și legile ei, spiritul uman și aspirațiile lui, necunoscutul și incertitudinile sale pe care le depășește o legitimă ipoteză.